# Dominicaines du Saint-Esprit
Ne doit pas être confondu avec Dominicaines du Saint Esprit de Florence.
Les Dominicaines du Saint-Esprit sont une société de vie apostolique féminine enseignante de droit pontifical qui regroupe une centaine de sœurs enseignantes de l’ordre de saint Dominique et sont proches des mouvements traditionalistes.

## Histoire

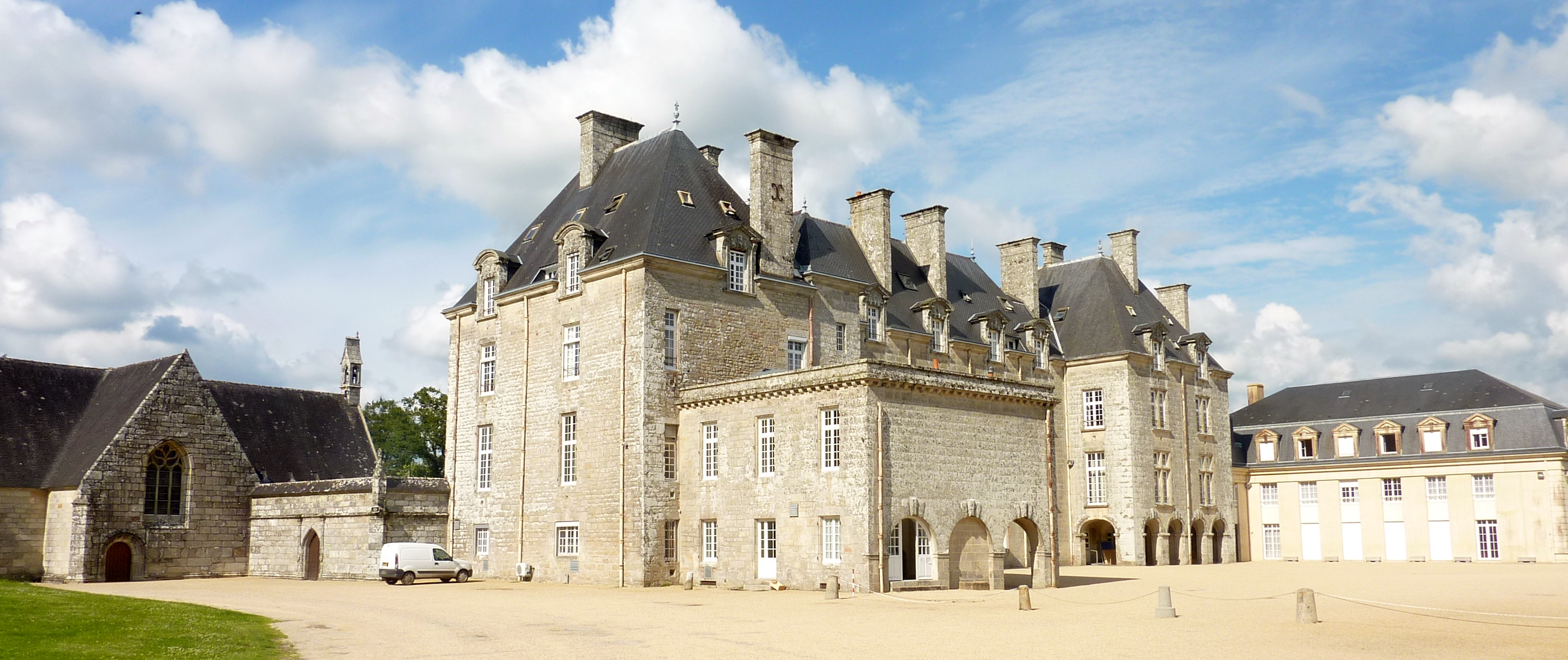
Maison-mère des sœurs, au château de Pontcallec.

L'institut est fondé par Victor-Alain Berto, prêtre français du diocèse de Vannes et tertiaire dominicain. Aumônier du collège des Ursulines de Vannes, Victor-Alain Berto rencontre parmi les jeunes élèves celles qui seront les premières Dominicaines du Saint-Esprit. C’est durant la Seconde Guerre mondiale que ces jeunes filles viennent lui prêter main-forte pour tenir un orphelinat de garçons situé à la Bousselaie puis à Fescal (Péaule, Morbihan). Les locaux s’avérant trop étroits, l’œuvre de Notre-Dame de Joie déménage au château de Pontcallec en 1955. Une chapelle y est adjointe en 1966 et le domaine est transformé en couvent. Les orphelins accueillis au Foyer Notre-Dame de Joiesont constitués en manécanterie. 
Emmanuel Cathelineau, provincial des dominicains de Lyon érige la fraternité le 27 mars 1943. En 1949, le maître de l'ordre, Manuel Suarez (es), accorde à la Fraternité la faculté de porter l'habit dominicain et, en 1964, avec l'accord du Saint-Siège, l'association est reconnue comme institut propre à l'ordre des Prêcheurs. En 1990, l'institut est érigé par la commission Ecclesia Dei en Société de vie apostolique. En 1995, les constitutions de l'institut sont définitivement approuvées.
En 2006, le provincial de France de l'ordre des dominicains, Bruno Cadoré, agrège à l’Ordre le « Groupe fraternel Notre-Dame de Joie », groupement de fidèles unis à l’Ordre par l’intermédiaire des dominicaines du Saint-Esprit.
En 2010, la prieure générale tente d'engager le procès de béatification de l’abbé Berto. Cette décision provoque le malaise de plusieurs religieuses qui font état de « gestes équivoques » du fondateur à leur égard. Une enquête est alors menée par la commission Ecclesia Dei qui blanchit l'abbé Berto. Cette commission est supprimée en 2019 et remplacée par le pape François.
La période allant de 2010 à 2021 est marquée par des "erreurs" dans la gouvernance de l'Institut (de 2010 à 2013 et de 2016 à 2019) et des reprises en main plus ou moins heureuses par la Curie romaine (de 2013 à 2016 et de 2020 à 2021). Ces "erreurs" sont aussi des exorcismes pratiqués, entre autres, sur des novices en formation. Plusieurs d’entre elles ont dénoncé depuis des « violences physiques et psychologiques ». En 2024, la congrégation annonce lancer une commission indépendante pour éclaircir cela. 
De 2019 à 2025, la prieure générale est mère Marie de Saint-Charles, sœur de l'homme politique Nicolas Bay. En juin 2020, le cardinal Marc Ouellet, préfet du dicastère pour les évêques et délégué du Saint Père pour l'institut, décide d'exclure Mère Marie Ferréol de la vie religieuse,. Le 21 avril 2025, le chapitre général de l'institut a élu une nouvelle prieure générale, Mère Marie-Magdeleine de Villiers, jusqu'alors maîtresse des novice. 
De nombreuses personnalités ont bénéficié de leur enseignement parmi lesquelles : l'écrivaine Anna Gavalda, la chanteuse Anne Sylvestre, le duo Les Frangines, les femmes politiques Madeleine de Jessey et Marion Maréchal. Cette dernière indique qu'elle a trouvé la foi catholique au sein de l'institution Saint-Pie-X à Saint-Cloud.

## Activités et diffusion

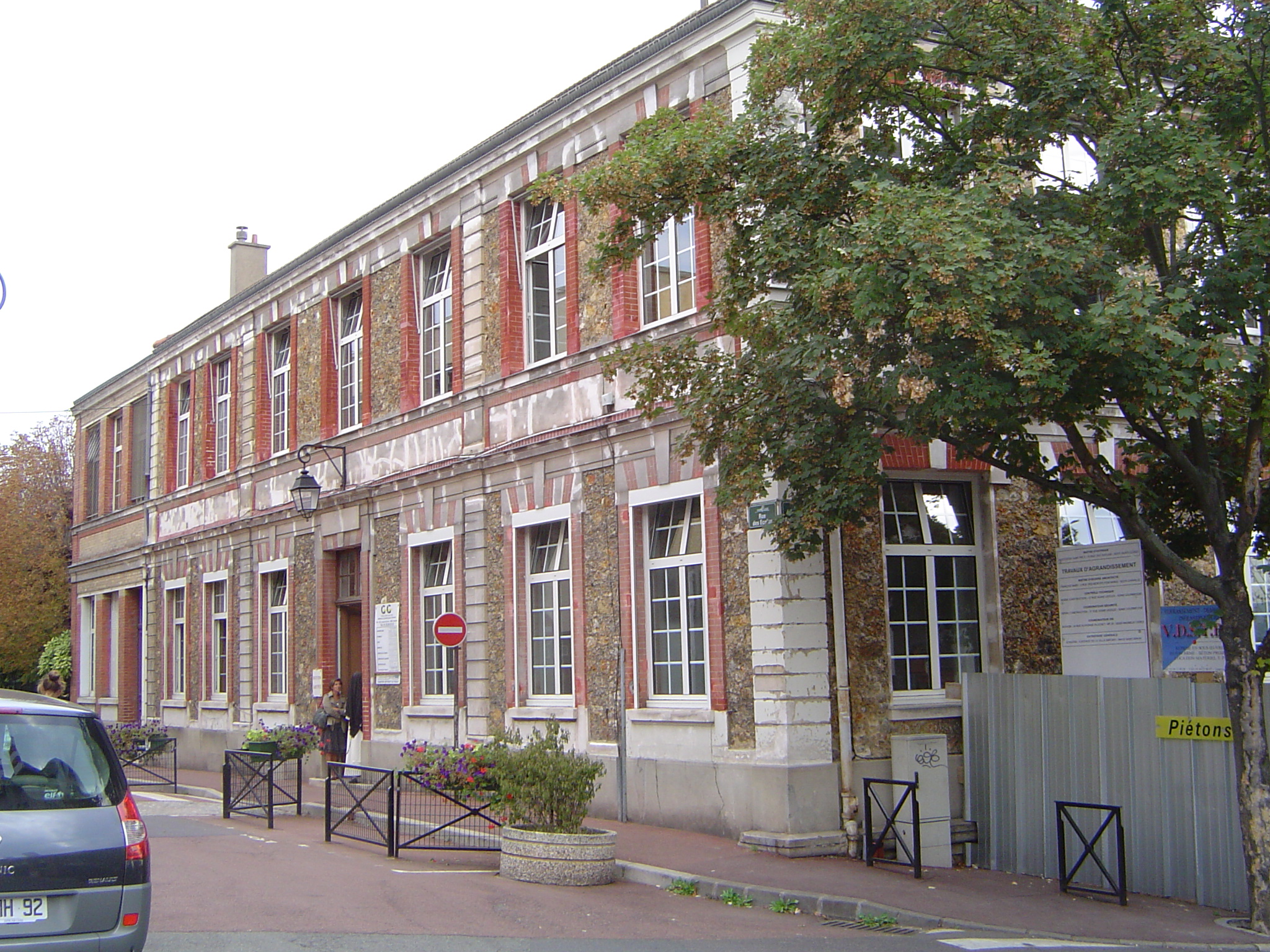
L'institution Saint-Pie-X à Saint-Cloud.

Les Dominicaines du Saint-Esprit se vouent à l'enseignement et à la récitation de l'office divin.
Elles gèrent quatre écoles en France : Saint Thomas d’Aquin à Pontcallec sur la commune de Berné, l'institution Saint-Pie-X à Saint-Cloud, Sainte-Catherine de Sienne à Nantes et Saint-Dominique à La Baffe proche d'Épinal. En 2021, les Dominicaines du Saint-Esprit se retirent de la gestion de l'école Saint-Joseph à Draguignan fondée en 1985, tout en en gardant la tutelle.
Leurs écoles sont hors-contrat ou sous contrat simple et proposent les différents cycles d’enseignement : école maternelle, école élémentaire, collège, lycée. L'enseignement est d'ordre philosophique et littéraire sans préparation au baccalauréat scientifique, le latin est obligatoire dès la 6e. Enfin le catéchisme est dispensé aux élèves,.
En 2024, la congrégation comptait 94 sœurs dans 5 maisons.